# Schwarz (Musikprojekt)
Schwarz (Eigenschreibweise SCHWARZ) ist ein 2015 gegründetes Musikprojekt des Sängers, Songwriters, Komponisten und Musikproduzenten Roland Meyer de Voltaire.

## Gründung
Seit 2015 tritt Roland Meyer de Voltaire unter dem Projekt- und Künstlernamen SCHWARZ auf. Im Zuge eines SCHWARZ-Auftritts mit der Pianistin Yuliya Drogalova und der Violinistin Célia Schann wurde im März 2015 der renommierte Musikmanager Steffen Gottwald auf den Musiker aufmerksam. Fortan übernahm Gottwald und das von ihm mitbegründete Musiklabel Styleheads Music das Management von Meyer de Voltaire.

## Veröffentlichungen
2017 sicherte sich das Plattenlabel Spinnin’ Records die internationalen Rechte am SCHWARZ-Track Home. Das dazugehörige Musikvideo wurde weltweit bis heute mehr als eine Million Mal bei YouTube aufgerufen. Des Weiteren veröffentlichte SCHWARZ mehrere Singles und EPs sowie das Debütalbum White Room (2019), The Complete White Room (2020) und Red Pill (2023). Außerdem tritt Meyer de Voltaire als SCHWARZ regelmäßig als Gastsänger und Produzent für verschiedene mit ihm affilierte Musiker wie Megaloh, Enno Bunger oder Schiller in Erscheinung. Letzteren begleitete er 2019 als Gastsänger bei Schillers „Es werde Licht“-Tour durch die größten Arenen in Deutschland.
Am 8. Mai 2023 erschien der gemeinsam mit dem Produzenten und Komponisten Mark Pinhasov produzierte Track Time to Sleep als Titellied der von RTL+ und Warner produzierten Serie Zwei Seiten des Abgrunds (internationaler Titel: Two Sides of the Abyss). Die Serie erschien zeitgleich in über 60 Ländern auf HBO Max und lief wenig später auf Vox.
Im Anschluss veröffentlichte er im September 2023 auf dem Musiklabel Styleheads Music das SCHWARZ-Album Red Pill. Das Musikfachmagazin Rolling Stone rezensierte das Album und befand, dass das Album „zeitgemäße Beats und tief empfundenes Songwriting“ biete. Zudem handele es sich um „ein introspektives, kunstvolles und berührendes Album von einem, der Musik in sich trägt.“ Ab Dezember 2023 folgte die dazugehörige Album-Release-Tour „A CRACK OF LIGHT“ durch zahlreiche deutsche Städte.

## Dokumentation
Am 5. Juni 2020 erschien die fünfteilige Doku-Serie Wie ein Fremder – Eine deutsche Popmusik-Geschichte als Blu-ray und Video-On-Demand. In dieser Langzeitstudie von Aljoscha Pause begleitet der Filmemacher Roland Meyer de Voltaire über einen Zeitraum von sechs Jahren und dokumentiert den innerhalb dieser Zeit erfolgten Gründungs- und Entwicklungsprozess von SCHWARZ. Netflix sicherte sich die Ausstrahlungsrechte der Doku-Reihe und ist seit dem 1. Oktober 2020 auf der Streamingplattform verfügbar. Im April 2021 veranstaltete 3sat erstmals einen Themenabend mit einer kompletten Doku-Serie und zeigte Wie ein Fremder – Eine deutsche Popmusik-Geschichte am Stück. Daraufhin folgte eine breite Berichterstattung über den Künstler, u. a. im Nachrichtenmagazin Der Spiegel und in verschiedenen Sendeformaten, u. a. von radioeins, Deutschlandfunk Kultur, Deutschlandfunk Nova und dem WDR.

## Diskografie

### Alben
- 2019: White Room
- 2020: The Complete White Room
- 2023: Red Pill

### Singles / EPs / Remixe
- 2016: Live (EP)
- 2017: Home (Single)
- 2017: Home Acoustic
- 2017: Home (CMC$-Remix)
- 2017: Home (Vimalavong-Remix)
- 2017: In Your Eyes (Single)
- 2017: In Your Eyes (Michael Prado-Remix)
- 2017: In Your Eyes (Robot-Koch-Remix)
- 2018: In Your Eyes (EP)
- 2018: Cold Sunlight (JATA-Remix)
- 2018: The Others (Single)
- 2018: The Others (Acoustic Version, rearranged by Enno Bunger)
- 2019: Outside Looking In (Single)
- 2019: The Others (Michael Prado-Remix)
- 2019: Empty Space (Goldhouse-Remix)
- 2019: Beneath the Skin (Single)
- 2019: Get Up (Single)
- 2019: Dream (Schiller-Remix)
- 2020: Avalanche 2020 (Single)
- 2020: Get Up (Donne le meilleur) mit Kéo
- 2020: Always Forward
- 2021: Sunscreen
- 2023: A Crack of Light

### Als Gastinterpret
- 2016: Thomas Lizzara & Schwarz – Shine
- 2019: Schiller – Avalanche
- 2019: Schiller – New Day
- 2022: Dead Rabbit, Schwarz, Sola Plexus – Heart Glow
- 2021: Schlindwein & Schwarz – Black Hole
- 2021: Megaloh – Wasser
- 2023: Mark Pinhasov & Schwarz – Time to Sleep